# Traducció literària
La traducció d'obres literàries es considera una activitat literària per si mateixa. Algunes figures de la literatura canadenca, com Sheila Fishman, Robert Dickson i Linda Gaboriau, destaquen en la seva tasca com a traductors. Així mateix, el Governor General's Awards premia anualment les millors traduccions literàries entre el francès i l'anglès.
Altres escriptors destacats són: Vasili Zhukovski, Tadeusz Boy-Żelański, Vladimir Nabokov, Jorge Luis Borges, Robert Stiller i Haruki Murakami.

## Història
La primera traducció important a l'Occident va ser de la Septuaginta, una col·lecció d'escriptures jueves traduïdes alkoiné primerenc a Alexandria entre els segles iii i I aC. Els jueus dispersats havien oblidat el seu idioma ancestral i necessitaven versions gregues (traduccions) per entendre les seves escriptures.
Al llarg de l'edat mitjana, el llatí era la lingua franca, o llengua vehicular, de l'Occident conegut. Durant el segle ix, Alfred el Gran, rei de Wessex, Anglaterra, es va avançar al seu temps en encarregar traduccions en anglosaxó vernacle de la Història eclesiàstica de Beda i de la Consolació de la filosofia de Boeci. Mentrestant, l'Església catòlica va rebutjar fins i tot les adaptacions parcials de la Bíblia Vulgata de Sant Jeroni del 384 dC aproximadament, la Bíblia estàndard en llatí.
A l'Àsia, la difusió del Budisme va significar un contínuum d'esforços en la traducció que va abastar més de mil anys. L'Imperi tangut era particularment eficient en aquestes tasques; es van valer de la recentment inventada xilografia, i amb ple suport del govern (algunes fonts contemporànies descriuen l'emperador i la seva mare contribuint en les traduccions, així com erudits de nacionalitats diverses), els tanguts van aconseguir traduir, en escasses dècades, toms que als xinesos els havia portat segles produir.
Els àrabs van emprendre esforços a gran escala en la traducció. Després d'haver conquistat el món grec, van fer versions en àrab de les seves obres filosòfiques i científiques. Durant l'edat mitjana, les traduccions d'algunes d'aquestes versions àrabs es van passar al llatí, principalment a Còrdova, Espanya. Al segle xiii, el rei Alfons X el Savi va promoure la tendència d'aquest tipus de traduccions amb la fundació de l'Escola de Traductors a Toledo. Els textos àrabs, hebreus i llatins es van traduir cap a altres llengües a càrrec d'erudits musulmans, jueus i cristians, qui també van debatre els mèrits de les seves respectives religions. Les traduccions al llatí de les obres d'erudició i ciència gregues i àrabs van ajudar al fet que l'escolàstica europea i, per tant, la ciència i cultura europea avancessin.

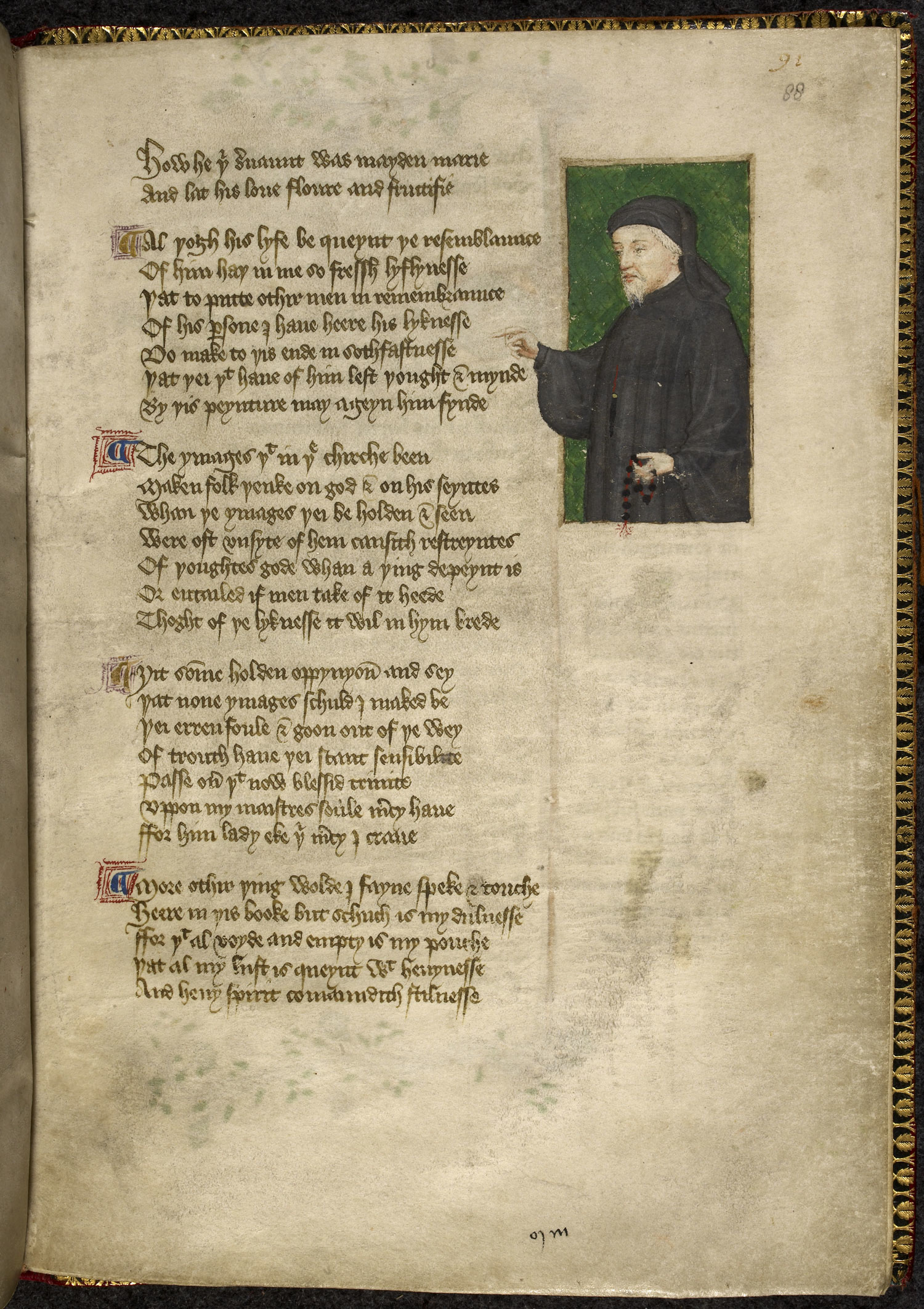
Geoffrey Chaucer

Les àmplies tendències històriques en la pràctica de la traducció occidental s'il·lustren en l'exemple de la traducció cap a l'anglès.
Les primeres traduccions de qualitat cap a l'anglès van ser a càrrec de Geoffrey Chaucer al segle xiv, que va adaptar de l'italià de Giovanni Boccaccio els seus propis Knight's Tali i Troilo i Crésida; també va començar una traducció del francès de Roman de la Rose; i va completar la traducció de Boecio del llatí. Chaucer va fundar una tradició poètica anglesa mitjançant adaptacions i traduccions d'aquests primers idiomes literaris.
Les primeres traduccions de qualitat cap a l'anglès van ser a càrrec de Geoffrey Chaucer al segle xiv, que va adaptar de l'italià de Giovanni Boccaccio els seus propis Knight's Tali i Troilo i Crésida; també va començar una traducció del francès de Roman de la Rose; i va completar la traducció de Boecio del llatí. Chaucer va fundar una tradició poètica anglesa mitjançant adaptacions i traduccions d'aquests primers idiomes literaris.
La primera gran traducció a l'anglès va ser la Bíblia de Wiclef (ca. 1382), que mostrava la fragilitat d'una prosa anglesa subdesenvolupada. Només al final del segle xv començaria la gran època de la traducció de la prosa cap a l'anglès, amb la traducció de la mort d'Artús de Thomas Malory, una adaptació de romanços artúrics tan lliure que, de fet, amb prou feines pot denominar-se una veritable traducció. Les primeres grans traduccions del període Tudor són la Bíblia de Tyndale (1525), que va influir a la Versió Autoritzada (1611), i la versió del lord Berners de les Cròniques de Jean Froissart (1523-25).

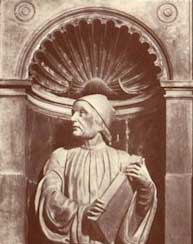
Marsilio Ficino

Mentrestant, a la Itàlia durant el Renaixement, es va obrir un nou període en la història de la traducció a Florència amb l'arribada a la cort de Cosme el Vell i de l'erudit romà d'Orient Georgios Gemistos Plethon poc abans de la caiguda del Constantinoble a les mans dels turcs (1453). Marsilio Ficino va emprendre la traducció cap al llatí de les obres de Plató. Aquest fet, juntament amb la traducció llatina del Nou Testament d'Erasme de Rotterdam, va conduir a una nova actitud enfront de la traducció. Per primera vegada, els lectors reclamaven rigor en les traduccions, ja que les creences filosòfiques i religioses depenien de les paraules exactes de Plató, Aristòtil i Jesús.
Tanmateix, la literatura no erudita, va seguir depenent de l'adaptació. La Plèiade francesa, els poetes anglesos del període Tudor i els traductors isabelins adaptaven els temes d'Horaci, Ovidi, Petrarca i els escriptors llatins moderns, creant un nou estil poètic basat en aquests models. Els poetes i traductors anglesos van buscar proveir al nou públic, fruit del sorgiment de la classe mitjana i del desenvolupament de la impremta, d'obres tals com els autors "les haurien escrit" d'haver viscut a Anglaterra en aquells temps.

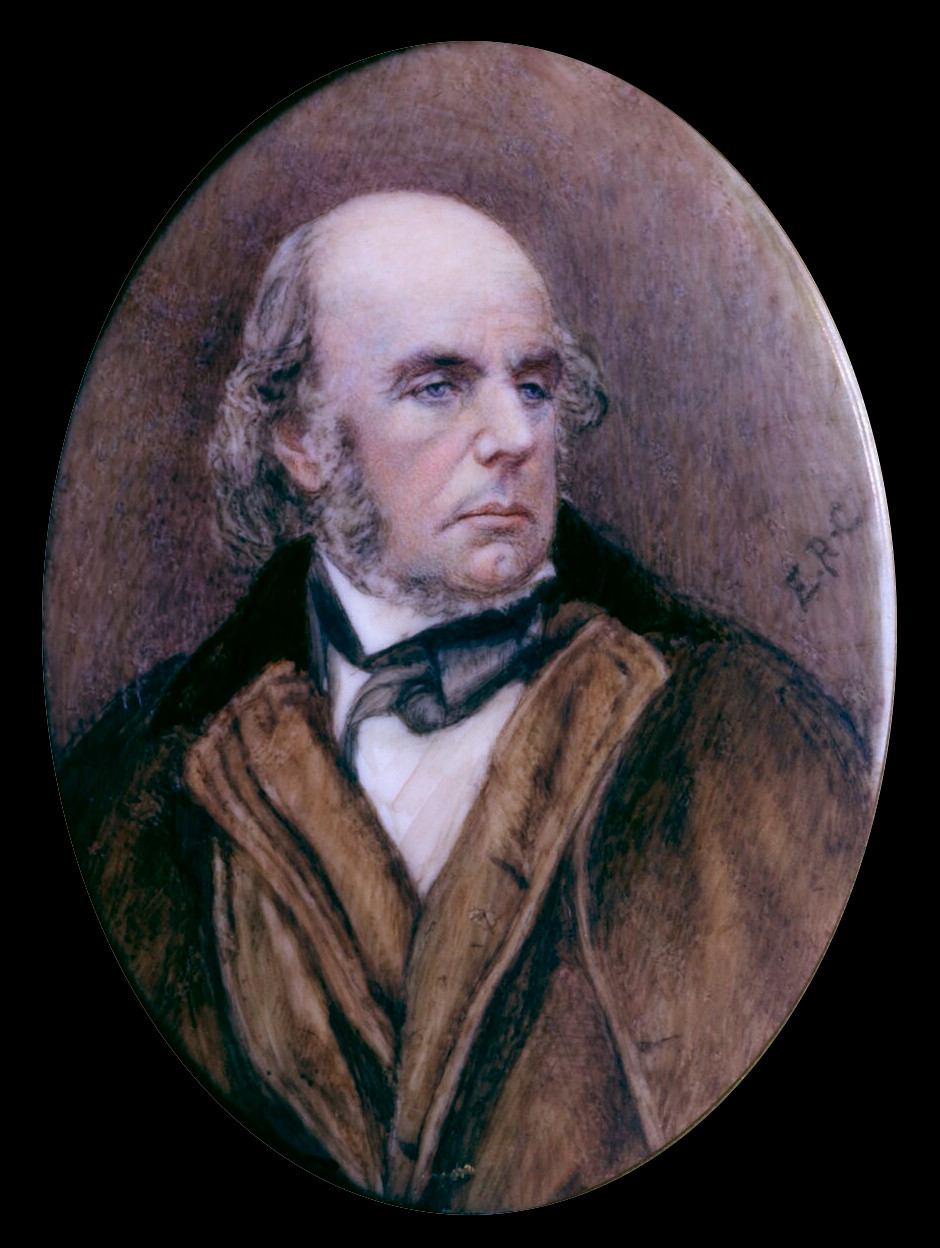
Edward Fitzgerald

El període isabelí de la traducció va ser testimoni del considerable progrés més enllà de la mera paráfrasis cap a un ideal d'equivalència estilística, però, fins i tot al final d'aquest període, que de fet es va estendre fins a meitats del segle xvii, no va haver-hi preocupació per l'exactitud verbal.
Durant la segona meitat del segle xviii, el poeta John Dryden va intentar fer parlar a Virgili amb "les paraules amb les quals hauria escrit si hagués estat viu i fos anglès". De qualsevol manera, Dryden va postular que no hi havia necessitat d'emular la subtilesa i concisió del poeta romà. De manera similar, Homer va sofrir l'obstinació d'Alexander Pope de reduir el "salvatge paradís" del poeta grec a alguna cosa ordenada.

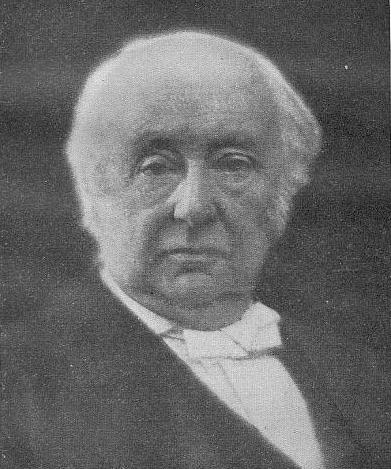
Benjamin Jowett

Al llarg del segle xviii, el lema dels traductors va ser la facilitat de lectura. Ometien qualsevol cosa que no entenien, o que, en la seva opinió, avorriria al lector. Van suposar que la seva manera d'expressar-se era la millor, i que els textos havien de fer-se de tal manera que el seu estil tingués cabuda en la traducció. No es van preocupar per l'erudició molt més que els seus predecessors, i no van defugir de fer traduccions de traduccions a terceres llengües, o de traduir de llengües que amb prou feines coneixien, o com en el cas de la "traducció" d'Ossian de James Macpherson, traduir textos que realment eren obra del mateix "traductor".
Cap al segle xix van sorgir els nous estàndards d'exactitud i estil. Quant a exactitud, segons J. M. Cohen, la nova política va passar a ser "el text, tot el text i res més que el text", a excepció de qualsevol passatge d'humor satíric i la inclusió de copioses notes a peu de pàgina. Quant a estil, l'objectiu victorià, aconseguit a través de la metáfrasis (literalitat) o pseudometáfrasis d'ampli abast, recordava constantment els lectors que estaven llegint un clàssic "estranger". Una excepció durant aquest període va ser l'espectacular traducció d'Edward Fitzgerald de The Rubaiyat d'Omar Jayam (1859), que va adquirir el seu sabor oriental majoritàriament gràcies a l'ús de noms perses i discrets ressons bíblics i que, de fet, va agafar molt poc material de l'original persa.
Anticipant-se al segle xx, Benjamin Jowett, que va traduir Plató a un idioma simple i directe, va crear un nou patró al 1871. L'exemple de Jowett, no es va seguir fins ben entrat el nou segle, quant a l'exactitud, més que l'estil, es va convertir en el criteri principal de la disciplina.

## Traducció moderna
A mesura que els idiomes canvien, els textos en una versió anterior de l'idioma (siguin textos originals o traduccions antigues) poden resultar difícils de comprendre per als lectors moderns. Així doncs, els textos es poden traduir a una llengua més moderna (denominada "traducció moderna" o "traducció modernitzada") per adequar-la al públic.
Això es fa, principalment, en la literatura escrita dels idiomes clàssics (com el llatí o el grec), amb la Bíblia (per la qual existeixen una multitud de traduccions), o per a literatura escrita en una versió anterior d'un mateix idioma, com per exemple les obres de William Shakespeare, (que en la seva majoria pot entendre un públic modern, però que presenta algunes dificultats), o els Els contes de Canterbury de Geoffrey Chaucer (que en la seva versió original no és comprensible per als lectors moderns). La traducció moderna es pot aplicar a qualsevol idioma amb una llarga història literària: per exemple, en japonès, el Romanç de Genji, del segle xi, per la qual existeixen diverses traduccions modernes en japonès actual.
La traducció moderna sovint requereix erudició literària i revisions textuals, ja que freqüentment no existeix un únic text canònic. Això és el cas de la Bíblia i de les obres de Shakespeare, on l'erudició moderna pot significar canvis importants en el text, raó per la qual els traductors i erudits tradicionalistes s'oposen comunament a la traducció moderna. Així mateix, es pot trobar el procés invers, com ara la traducció de literatura moderna a les llengües clàssiques.

## Poesia

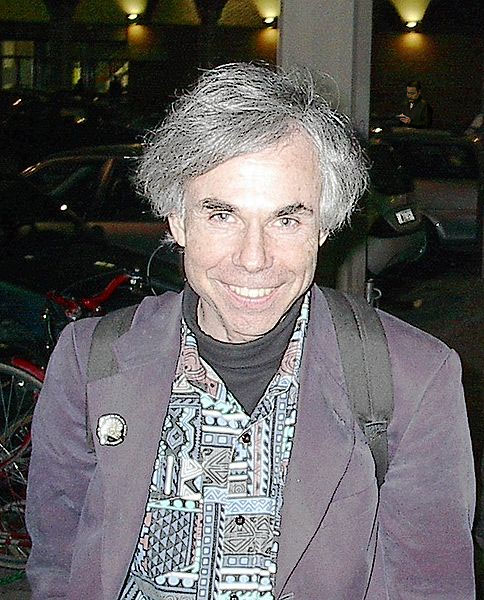
Douglas Hofstadter

La poesia presenta reptes especials per als traductors, donada la importància dels aspectes formals del text a més del contingut. En el seu influent treball de 1959 titulat "On Linguistic Aspects of Translation", el lingüista i semiòtic rus Roman Jakobson va declarar que "la poesia, per definició, és intraduïble". Robert Frost era igualment pessimista: "La poesia és allò que es perd en les traduccions".
Al 1974 el poeta americà James Merrill va escriure un poema, "Lost in Translation", en el qual en part explora aquesta idea. El problema també es va debatre en el llibre de 1997 Li Ton beau de Marot, de Douglas Hofstadter, on defensa que una bona traducció d'un poema ha de transmetre tot el possible no només el seu significat literal, sinó també la seva forma i estructura (mètrica, rima, esquema d'al·literació, etc.).

## Textos religiosos

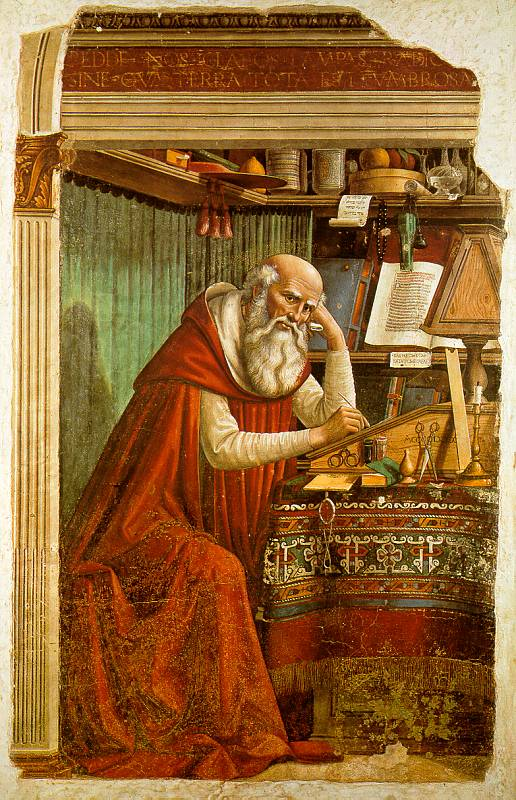
Sant Jerónimo, sant patró dels traductors i enciclopedistas

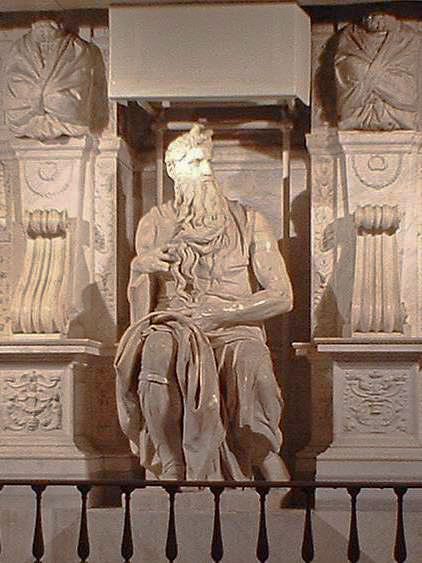
Moisés cornut, per Miguel Ángel

La traducció de textos religiosos ha tingut un paper molt important en la història. Aquestes traduccions poden estar influenciades per la tensió entre el text i els valors que els traductors desitgen transmetre. Per exemple, els monjos budistes que van traduir els sutras indis al xinès de vegades van ajustar la traducció per a reflectir millor la distintiva cultura xinesa, emfatitzant nocions com la pietat filial.
Un dels primers textos traduïts de l'occident que es té constància és la traducció de l'Antic Testament al grec al segle III aC. La traducció es coneix com a "Septuaginta", en referència als setanta traductors (setanta-dos, segons algunes versions) encarregats de traduir la Bíblia a Alexandria, Egipte. Cada traductor va treballar sol, confinat en una cel·la, i segons la llegenda, les seves versions van ser totes idèntiques. La Septuaginta es va convertir en el text font per a posteriors traduccions a moltes llengües, incloent-hi el llatí, el copte, l'armeni i el georgià.
Sant Jeroni, el sant patró dels traductors, es considera un dels grans traductors de la història per la seva traducció de la Bíblia al llatí. Durant segles, l'Església catòlica va utilitzar aquesta traducció, (coneguda com a Vulgata), encara que en primera instància va causar controvèrsia.
El període precedent, i contemporani amb la Reforma protestant va ser testimoni de la traducció de la Bíblia als idiomes europeus. La Reforma protestant va contribuir a la divisió de la Cristiandat occidental entre l'Església catòlica i el protestantisme a causa de les disparitats entre les interpretacions de paraules i passatges crucials. El debat i cisma religiós per les diferents traduccions de textos religiosos segueix avui dia.
Un famós error de traducció de la Bíblia es dona en la paraula hebrea קֶרֶן (keren), que té diversos significats, com ara "banya" o "feix de llum". A causa d'això, els artistes van representar durant segles a Moisès amb banyes sortint del seu front. Un exemple d'això és la famosa escultura de Miquel Àngel.

## Traducció i indústria editorial
És freqüent la circulació d'obres traduïdes; sobre aquest tema, nombrosos traductors literaris s'han destacat. Fins i tot, alguns escriptors es van guanyar un nom com a traductors per propi dret, com Vasily Zhukovsky, Tadeusz Boy-Żelański, Vladimir Nabokov, Jorge Luis Borges, Robert Stiller, Lydia Davis, Haruki Murakami, Achy Obejas i Jhumpa Lahiri.
Pel que fa als grups editorials amb presència mundial, és comú que les obres siguin traduïdes a diversos idiomes per un equip de traductors. No obstant això, s'ha assenyalat una deterioració de la qualitat dels textos traduïts i la necessitat de realitzar traduccions amb esperit crític (per exemple, segons lineaments del traductor Antoine Berman) i respecte al valor intel·lectual dels seus productes.